# Psychoda mycophila
Psychoda mycophila és una espècie d'insecte dípter pertanyent a la família dels psicòdids que es troba a Europa: Suïssa i França.